# جو آن وورلي
جو آن وورلي (بالإنجليزية: Jo Anne Worley)‏ هي ممثلة أمريكية، ولدت في 6 سبتمبر 1937 في الولايات المتحدة.

## أعمال

### أفلام
- (1991) الجميلة والوحش
- (1995) مغامرات بندق[5][6][7]

## وصلات خارجية
- جو آن وورلي على موقع IMDb (الإنجليزية)
- جو آن وورلي على موقع ميوزك برينز (الإنجليزية)
- جو آن وورلي على موقع تيرنر كلاسيك موفيز (الإنجليزية)
- جو آن وورلي على موقع أول موفي (الإنجليزية)
- جو آن وورلي على موقع قاعدة بيانات برودواي على الإنترنت (الإنجليزية)
- جو آن وورلي على موقع إن إن دي بي (الإنجليزية)
- جو آن وورلي على موقع قاعدة بيانات الفيلم (الإنجليزية)
- جو آن وورلي على موقع كينوبويسك (الروسية)